# رابطه بنفیت
رابطه بنفیت یا رابطه دوستان با مزایا (نام کامل به انگلیسی: friends with benefits relationship) قرارداد جنسی میان دوستان است که شامل صمیمیت جسمانی مکرر بوده و در شکل‌گیری، نتایج و ویژگی‌های آن تنوع وجود دارد. این نوع دوستی‌ها ممکن است به روابط عاشقانه ختم شوند یا نشوند، بسته به اینکه آیا احساسات عاشقانه پیش از شروع این رابطه وجود داشته یا در طول رابطه شکل گرفته باشد. روابط بنفیت معمولاً برای مدت طولانی‌تری ادامه دارند و شامل سطحی از تعهد هستند، که این امر در تضاد با ماهیت گذرا و موقتی تجربۀ جنسی تفننی و دیگر انواع روابط جنسی است.
این روابط را می‌توان به انواع مختلف دسته‌بندی کرد، با انگیزه‌های متفاوت شکل می‌گیرند و ممکن است با چالش‌هایی مانند محبت فریبنده یا مسائل مرتبط با موج سوم فمینیسم، از جمله آزادی جنسی زنان و استانداردهای دوگانه جنسیتی، روبه‌رو شوند. این نوع روابط در جوامع فرهنگی دیگر و همچنین در جامعه ال‌جی‌بی‌تی‌کیو نیز مشاهده می‌شوند. چارچوب‌های نظری مانند نظریه تبادل محبت، نظریه خودمختاری، و نظریه تلاطم رابطه‌ای نیز برای مطالعه روابط بنفیت به کار گرفته شده‌اند. تاریخچه اصطلاح «بنفیت» احتمالاً به استفاده از آن در رسانه‌های عامه‌پسند و موسیقی بازمی‌گردد.

## انگیزه‌ها، انواع و چالش‌ها

### انگیزه‌ها
تحقیقات نشان می‌دهند که پنج انگیزه اصلی برای آغاز روابط بنفیت وجود دارد:
- فقط جنسی (انگیزه صرفاً جنسی)
- ارتباط عاطفی (میل به افزایش نزدیکی و/یا ارتباط صمیمانه)
- سادگی رابطه (خواستن رابطه‌ای آسان، طبیعی و بدون استرس)
- اجتناب از رابطه جدی‌تر (اجتناب عمدی از عناصر انحصاری و/یا عاشقانه)
- میل به رابطه بنفیت (زوجی که «... مجرد شدند و از فرصت بهره‌مند شدند»).[۳]

طرفین درگیر این روابط، از همان ابتدا با این درک وارد رابطه می‌شوند که می‌دانند این رابطه در نهایت به پایان می‌رسد. این انتظار با روابط عاشقانه تفاوت اساسی دارد؛ چرا که در روابط عاشقانه، هدف ضمنی، ادامه‌دار بودن و پایداری رابطه در بلندمدت است.
با این حال، با تکامل روابط بنفیت، انگیزه‌های افراد برای ادامه این روابط اغلب تغییر می‌کند. انگیزه اصلی بسیاری از این روابط معمولاً همراهی و هم‌نشینی است.

### انواع روابط جنسی
برخلاف روابط جنسی تفننی (مانند پیام‌رسانی جنسی، هم‌خوابگی یک‌شبه، یا دیگر تعاملات جنسی کوتاه‌مدت)، روابط بنفیت شامل ادامه‌دار بودن رابطه جنسی و گاهی عناصر عاشقانه هستند. اگرچه این روابط شبیه به روابط جنسی تفننی به نظر می‌رسند، اما تفاوت آنها در تعهد به ادامه‌دار بودن رابطه جنسی گاه‌به‌گاه است. هم‌خوابگی یک‌شبه، تعاملات کوتاهی هستند که اطلاعات محدودی بین طرفین ردوبدل می‌شود و معمولاً روز بعد بدون ارتباط بیشتر پایان می‌یابند. تماس‌های جنسی (Booty calls) بین افرادی رخ می‌دهند که از قبل یکدیگر را می‌شناسند، اما لزوماً دوست نیستند. این روابط معمولاً تکرارشونده‌اند و به چیزی بیشتر تبدیل نمی‌شوند. شوگرینگ (Sugaring) شامل تبادل هدایا یا پول برای همراهی است.

### انواع روابط بنفیت
در تحقیقات چندین نوع رابطه بنفیت شناسایی شده است، از جمله:
- دوستان واقعی - دوستانی صمیمی که با یکدیگر فعالیت جنسی دارند.
- فقط جنسی - تعاملاتی که تنها از طریق رابطه جنسی رخ می‌دهند.
- فرصت‌طلبی شبکه‌ای - آشنایان در یک شبکه اجتماعی مشترک در صورت نبود گزینه‌های دیگر، از یکدیگر برای رابطه جنسی استفاده می‌کنند.
- موفق (transition in) - شروع عمدی یک رابطه بنفیت با امید به تبدیل آن به رابطه عاشقانه.
- غیرعمدی (transition in) - شکل‌گیری رابطه عاشقانه بدون اینکه هیچ‌یک از طرفین قصد اولیه‌ای برای آن داشته باشند.
- ناموفق (transition in) - تلاش یک نفر برای شروع رابطه عاشقانه که به شکست می‌انجامد.
- Transition out- تعاملات جنسی بین افرادی که قبلاً رابطه عاشقانه داشته‌اند.[۶]

گذار در روابط ممکن است با هدف شروع یک رابطه عاشقانه و متعهد شکل بگیرند، اما در نتایج و نیت‌ها متفاوت‌اند. این هفت نوع رابطه بنفیت را می‌توان بر اساس سطح اعتماد و صمیمیت بین دوستان و وقوع تجربیات عاشقانه در طول رابطه تشخیص داد.

### چالش‌های روابط بنفیت
روابط بنفیت شامل دوستی و تعاملات جنسی بدون عاشقانگی هستند. موفقیت این نوع روابط تا حدی به اجتناب از احساسات عاطفی وابسته است. با وجود افزایش محبوبیت این روابط، میزان موفقیت در حفظ دوستی پس از پایان رابطه بنفیت بالا نیست. اگرچه این روابط برای ارتباط ایمن بدون درگیری عاطفی طراحی شده‌اند، اما اغلب فاقد اصالت هستند. با این حال، برداشت از اصالت در این روابط می‌تواند متفاوت باشد. همچنین، تعاملات جنسی در روابط بنفیت، در مقایسه با روابط جنسی گذرا، ممکن است برای برخی افراد واقعی‌تر به نظر برسد، زیرا این روابط بر پایه نزدیکی عاطفی پیشین شکل گرفته‌اند.
تحقیقات در زمینه محبت فریبنده – به عبارت دیگر، ابراز محبتی که منعکس‌کننده احساسات واقعی نیست – نشان می‌دهد که افراد اغلب احساسات حقیقی خود را پنهان می‌کنند؛ چرا که نگرانند این احساسات در طرف مقابل به شکل متقابل دریافت نشود یا به‌خوبی پذیرفته نشود. محبت فریبنده به عنوان ابزاری برای حفاظت از احساسات شخصی به کار می‌رود تا از آسیب رساندن به دیگران جلوگیری شود. در نهایت، علی‌رغم تلاش برای کنار گذاشتن احساسات، این روابط همچنان پیچیده باقی می‌مانند؛ مرزهای بین آن‌ها مبهم می‌شود و گاهی یکی از طرفین احساساتی را رشد می‌دهد که از سوی طرف مقابل به درستی مورد استقبال قرار نمی‌گیرد.

## تاریخچه

### اصطلاح‌شناسی
برخی محققان منشأ اصطلاح «بنفیت» را به ترانه «Head over Feet» از آلانیس موریست در سال ۱۹۹۵ نسبت می‌دهند که در متن آن آمده: «تو بهترین دوستم هستی، بهترین دوست با مزایا.» با این حال، دیگران معتقدند که این اصطلاح عمدتاً از فیلم دوستی با مزایا (۲۰۱۱) سرچشمه گرفته است.

### موج سوم فمینیسم
موج سوم فمینیسم، به‌عنوان تکامل موج دوم فمینیسم، بر این باور است که زنان جوان نباید تحت تأثیر هنجارهای سنتی جنسیتی قرار گیرند که آزمایش‌گری جنسی زنان در روابط غیرمتعهد را بدنام می‌کنند. همچنین، نباید این تصور محدودکننده وجود داشته باشد که یک نوع رفتار جنسی نسبت به دیگری «فمینیستی‌تر» است. به عبارت دیگر، زنان در انتخاب و تجربه رفتارهای جنسی بدون قضاوت یا محدودیت‌های اجتماعی آزادی دارند. حمایت موج سوم فمینیسم از آزادی زنان در کاوش جنسی بدون پیامد یا قضاوت می‌تواند به‌عنوان انگیزه‌ای برای زنان دگرجنس‌گرا جهت مشارکت در روابط بنفیت ظاهر شود. با این حال، در برخی موارد، فمینیسم به دلیل فشار اجتماعی غالب برای مشارکت در این روابط در محیط‌های دانشگاهی، ممکن است عاملی برای اجتناب از آن‌ها تلقی شود.
فمینیست‌های موج سوم مخالف این ایده هستند که زنان جوانی که در روابط جنسی تفننی، روابط بنفیت یا دیگر اشکال ابراز توانمندی جنسی شرکت می‌کنند باید به نام‌هایی مانند «فاسد» شناخته شوند. این اصطلاح‌گذاری می‌تواند موجب شود که این زنان از پیگیری خواسته‌های جنسی خود یا از درک بهتر جنسیت و هویت جنسی‌شان بازمانند
با این حال، استاندارد دوگانه جنسیتی، یا دیدگاه اجتماعی که رفتار جنسی زنان را بیش از مردان مورد انتقاد قرار می‌دهد، ممکن است برای زنانی که در روابط بنفیت مشارکت دارند، کمتر برجسته باشد، زیرا این روابط معمولاً خصوصی‌تر هستند. این محرمانگی می‌تواند زنان را از قضاوت دیگران در مورد ابرازهای جنسی‌شان محافظت کرده و به آنها قدرت و کنترل بیشتری بدهد.
فمینیست‌های موج سوم می‌توانند استدلال‌هایی در مورد مزایا و معایب روابط بنفیت مطرح کنند. از یک سو، این روابط به زنان اجازه می‌دهند جنسیت و خواسته‌های خود را در فضایی امن که به دلیل دوستی همراه با این روابط غیرمتعهد ایجاد شده، کاوش کنند و فضایی برای بیان نیازهایشان فراهم می‌کند. از سوی دیگر، این روابط ممکن است به زنان کمک نکنند تا به‌طور کامل از عاملیت جنسی خود بدون بهره‌کشی استفاده کنند. علی‌رغم مزایای موجود در روابط بنفیت، فرض اینکه همه زنان در این نوع روابط به‌طور مطلق از آزادی جنسی و عاملیت کامل برخوردارند، از دیدگاه فمینیستی یک ساده‌سازی بیش از حد محسوب می‌شود. این دیدگاه به این دلیل مطرح می‌شود که استانداردهای دوگانه جنسیتی، که در بسیاری از جوامع هنوز پابرجا هستند، می‌توانند بر رفتار و انتخاب‌های زنان تأثیر بگذارند؛ به گونه‌ای که آزادی جنسی و توانایی تصمیم‌گیری آن‌ها ممکن است به دلیل فشارها و انتظارات اجتماعی محدود شود.

## نمایش در رسانه‌ها
در سال ۲۰۱۱، فیلم دوستی با مزایا با بازی جاستین تیمبرلیک و میلا کونیس اکران شد که رابطه‌ای از نوع بنفیت را بین دو بازیگر اصلی به تصویر کشید. در همان سال، فیلم بدون تعهد با بازی ناتالی پورتمن و اشتون کوچر نیز اکران شد که رابطه‌ای مشابه را نشان داد. از آن زمان، این مفهوم به پدیده‌ای تبدیل شده که اغلب در فرهنگ عامه ارجاع داده می‌شود و توسط جامعه پذیرفته شده است.

## تحقیقات و مطالعات
در عصری که آزادی جنسی افزایش یافته، روابط جنسی تفننی به‌طور فزاینده‌ای برجسته شده‌اند. مطالعات نشان می‌دهند که تعداد فزاینده‌ای از دانشجویان، چه مرد و چه زن، گزارش داده‌اند که در مقطعی رابطه بنفیت داشته‌اند. مردان تمایل دارند این روابط را تفننی ببینند، در حالی که زنان آنها را بیشتر به‌عنوان دوستی تلقی می‌کنند. مردان همچنین احتمال بیشتری دارند که با فردی که در رابطه عاشقانه با او نیستند، رابطه جنسی داشته باشند.
مظامین استخراج‌شده از یک مطالعه دربارهٔ روابط بنفیت در میان دانشجویان شامل موارد زیر بود: «(۱) روابط بنفیت به‌عنوان توانمندساز برای زنان جوان، (۲) روابط بنفیت به‌عنوان غیرتوانمندساز برای زنان جوان، (۳) روابط بنفیت به‌عنوان گزینه‌ای امن به‌جای روابط گذرا، و (۴) کنترل و قدرت در روابط بنفیت.»: 167 
مطالعه دیگری نشان داد افرادی که از دلبستگی اجتناب می‌کنند، رضایت جنسی کمتری در روابط تجربه می‌کنند. این مطالعه همچنین همبستگی بین اضطراب دلبستگی و رضایت جنسی را نشان داد.
از آنجا که روابط بنفیت همچنان موضوعی مورد توجه است، تحقیقات در این زمینه در حال از دست دادن بار منفی خود هستند. این روابط در میان جوانان و افراد مسن‌تر بدون فرزندان کوچک، به‌طور فزاینده‌ای محبوب شده‌اند.
تحقیق از نوجوانان و جوانان در جوامع روستایی نشان داد که اکثر آنها انتظار دارند رابطه بنفیت به دوستی تبدیل شود و اکثریت باقی‌مانده که چنین انتظاری نداشتند، امیدوار به رابطه عاشقانه بودند. جوانان، چه زن و چه مرد، که به دلیل نیازهای جسمانی خود به این روابط انگیزه داشتند، احتمال بیشتری داشت که از این تجربه رضایت داشته باشند.
تحقیقات دربارهٔ تفاوت‌های جنسیتی در روابط بنفیت نشان می‌دهند که مردان احتمال بیشتری دارند که همزمان بیش از یک رابطه بنفیت داشته باشند و بخواهند این رابطه را همان‌گونه که هست حفظ کنند، در حالی که زنان ممکن است انتظار داشته باشند به رابطه‌ای متعهد یا دوستی نزدیک‌تر برسند.
زنان همچنین تمایل دارند برای برآوردن نیازهای عاطفی خود بیش از همتایان مردشان به این روابط انگیزه داشته باشند. با این حال، احساسات عاطفی پیچیده همچنان ممکن است برای هر دو جنس در روابط بنفیت رخ دهد. از آنجا که زنان با قضاوت و فشارهای اجتماعی بیشتری برای رفتار جنسی گاه‌به‌گاه مواجه‌اند، این ممکن است شرم آنها را افزایش دهد و احتمال کمتری داشته باشند که اقدامات ایمنی جنسی را برای پیشگیری از بیماری‌های مقاربتی و بارداری‌های ناخواسته انجام دهند.

### دیدگاه‌های فرهنگی
در میان دانشجویان در پورتوریکو، Quiñones و همکاران (۲۰۱۷) دریافتند که مردان و زنان جوان لاتین حداقل یک رابطه بنفیت در طول زندگی خود تجربه کرده‌اند و به ماهیت کم‌تعهد و جنسی این روابط علاقه نشان داده‌اند. برخلاف دیگر مطالعات دربارهٔ تفاوت‌های جنسیتی در این روابط، مردان و زنان لاتین بیشتر به فعالیت جنسی در این روابط اهمیت می‌دادند تا به جنبه عاطفی آن.
دانشجویانی که باورهای مذهبی قوی داشتند، کمتر در این نوع روابط مشارکت داشتند. این ممکن است به سنت یهودی-مسیحی نسبت داده شود که معتقد است فعالیت جنسی تنها در صورت همراهی با انحصار عاشقانه و تک‌همسری می‌تواند رخ دهد.
در جوامع اندونزیایی، از طریق پر کردن فرم‌های هویتی به‌عنوان روش خودافشاگری، روابط بنفیت می‌توانند از طریق پلتفرم پیام‌رسانی آنلاین تلگرام جستجو شوند. خودافشاگری می‌تواند این ترتیب‌ها را از طریق موارد زیر تحت تأثیر قرار دهد:
- کاوش در جزئیات صمیمی دیگران.
- ایجاد امنیت و راحتی در رابطه.
- شناسایی ناسازگاری‌ها.[۱۷]

اعضا از طریق افشای شخصی خود و یافتن شباهت در هدف اصلی‌شان — یعنی داشتن شریکی مایل به ورود به رابطه دوستان با مزایا — به یکدیگر پیوند می‌خورند.
مطالعه دیگری با زنان جوان نروژی دگرجنس‌گرا سه نوع اضافی از روابط بنفیت را شناسایی کرد:
- دوستان خوب (ارزش‌گذاری بیشتر به دوستی نسبت به رابطه جنسی)
- معشوقه‌ها (ارزش‌گذاری بیشتر به رابطه جنسی نسبت به دوستی)
- در تنگنا (یکی از طرفین علاقه عاشقانه دارد اما دیگری رابطه متعهد نمی‌خواهد).[۷]

زنان نروژی برای برآوردن خواسته‌های جسمانی و جنسی، کسب تجربیات جنسی بیشتر، یا به دلیل عدم وجود مسئولیت رابطه‌ای نسبت به طرف مقابل، در این روابط مشارکت داشتند. قوانین این روابط عمدتاً صریح نبودند؛ اما مواردی که صریح بودند، شامل موضوعاتی مانند ابراز محبت عمومی و انحصار جنسی می‌شدند.

### دیدگاه‌های LGBTQ+
در حالی که تحقیقات دربارهٔ دیدگاه‌های LGBTQ+ در مورد روابط بنفیت محدود است، مطالعه‌ای در سال ۲۰۲۴ نشان داد که دانشجویان جوان LGBTQ+ ممکن است از طریق صمیمیت در روابط گذرا یا بنفیت به دنبال نزدیکی عاطفی باشند یا بخواهند از طریق این تعاملات به روابط عاشقانه کاملاً متعهد برسند. آنها همچنین اظهار داشتند که از روابط گذرا برای تبدیل به روابط بنفیت استفاده می‌کنند و انگیزه دارند برای برآوردن نیازهای جسمانی و جنسی خود در این روابط باشند. برخی دلیل استفاده از این روابط را به این باور مرتبط می‌دانند که طول عمر یک رابطه قبلی امکان رشد در تعاملات جنسی را با گذشت زمان فراهم می‌کند. علاوه بر این، مردان همجنس‌گرا احتمال بیشتری برای مشارکت در روابط گذرا یا تماس‌های جنسی داشتند، در حالی که زنان همجنس‌گرا احتمال بیشتری برای مشارکت در روابط بنفیت داشتند، اما مطالعات بیشتری برای تأیید این نتایج مورد نیاز است.

## نظریه‌ها

### نظریه تبادل محبت
نظریه تبادل محبت بیان می‌کند که «افراد برای بقا و تولید مثل نیاز به بخشیدن و دریافت محبت دارند». هنگامی که افراد در روابط سالمی قرار دارند که امکان ابراز محبت بدون تردید را برایشان فراهم می‌کند، اضطراب آن‌ها در روابط پیچیده‌تر کاهش می‌یابد. برخی از روابط دوستان با مزایا ممکن است محبت را محدود کنند، در حالی که در سایر موارد، فرصتی برای دادن و دریافت محبت فراهم می‌شود؛ حتی اگر این روابط «کم‌توقع» تلقی شوند. به عنوان مثال، ارتباطات پس از رابطه جنسی مانند گفتگوی صمیمی، نوازش و بوسیدن می‌تواند نتایج مثبتی به همراه داشته باشد. در صورتی که محبت مورد انتظار عرضه نگردد، افرادی که به دنبال محبت هستند و از میل شریک خود آگاهند، ممکن است به احساس خصومت دست یابند.
تحقیقات نشان می‌دهد که روابطی (مانند برخی روابط بنفیت) که فاقد تعاملات سالم پس از رابطه جنسی هستند، ممکن است به دلیل کمبود ارتباط محبت‌آمیز، با اجتناب از دلبستگی مواجه شوند. برای دستیابی به رضایت جنسی، درک نیازهای دلبستگی طرفین درگیر در رابطه جنسی اهمیت بسیاری دارد.

### نظریه خودمختاری
Stein و همکاران (۲۰۱۹) ادعا می‌کنند که بخشی از جذابیت روابط بنفیت به نظریه خودمختاری (SDT) مرتبط است. این نظریه به نیاز انسانی برای جستجوی مداوم چالش‌های جدید می‌پردازد. بسیاری از افراد روابط بنفیت را به دلیل سادگی و نبود تعهدات عاطفی یا مسئولیت‌های بلندمدت جذاب می‌دانند.(p۳۱۸)
ریشه نظریه خودمختاری در نیاز به داشتن اهدافی نهفته است که یا بر دستیابی (approach) متمرکز هستند یا بر اجتناب (avoidance). اهداف متمرکز بر دستیابی بر آنچه فرد می‌تواند از یک رابطه به‌دست‌آورد تمرکز دارند – در روابط بنفیت، این امر لزوماً شامل رابطه جنسی است. اهداف متمرکز بر اجتناب، به جلوگیری از شکست‌ها و ناکامی‌هایی می‌پردازند که ممکن است رخ دهند. در زمینه روابط بنفیت، فرد می‌تواند از ورود به یک رابطه عاشقانه با پایان منفی اجتناب کند.

### نظریه تلاطم رابطه‌ای
نظریه تلاطم رابطه‌ای درصدد است روشن سازد افرادی که در روابط خود با مشکلات مواجه‌اند، چگونه فکر می‌کنند، احساس می‌کنند و با شریک خود ارتباط برقرار می‌کنند. در مطالعه‌ای با دانشجویان دانشگاه، این نظریه به‌گونه‌ای گسترش یافت که مفاهیمی نظیر عدم قطعیت رابطه‌ای، وابستگی متقابل، احساسات، اجتناب از بحث در مورد رابطه و حس رضایت (که در روابط دوستان با مزایا رخ می‌دهد) توضیح داده شوند.
یافته‌ها نشان داد که رضایت در روابط دوستان با مزایا بیشتر به برداشت افراد از احساسات شریکشان وابسته است تا به برداشت از احساسات خودشان. به عبارت دیگر، میزان رضایت به میزان عدم قطعیت در خصوص احساسات شریک تعیین می‌شود. همچنین، زمانی که یکی از طرفین با ایجاد موانع یا دخالت، جلوی ابراز احساسات توسط دیگری را می‌گیرد، این امر با بروز احساسات منفی مانند استرس یا خشم همراه است. شرکای این روابط همچنین در گفتگو دربارهٔ رابطهٔ خود کمتر مشارکت می‌کنند، حتی زمانی که از نظر عاطفی دچار آشوب کمتری بوده و از رابطه رضایت بیشتری دارند؛ که احتمالاً ناشی از ماهیت غیرمتعهد و تفنن‌آمیز این نوع روابط است.